# Microplitis scrophulariae
Microplitis scrophulariae är en stekelart som beskrevs av Szepligeti 1898. Microplitis scrophulariae ingår i släktet Microplitis och familjen bracksteklar. Arten är reproducerande i Sverige. Inga underarter finns listade i Catalogue of Life.